# Wouzit
Pour les articles homonymes, voir Tissot et Pierre Tissot (homonymie).
Pierre Tissot, alias Wouzit, est un auteur-dessinateur français de bande dessinée né à Saint-Nazaire le 15 décembre 1983. Il vit à Toulouse.

## Biographie
Wouzit s'investit d'abord dans des fanzines (Bévue et Rien à Voir) ainsi que sur le web (il ouvre son blog BD en 2006), il devient un auteur récurrent des publications de la maison d'édition Manolosanctis. Il commence sa série Darwin aux éditions Poivre & Sel en 2013.
En 2011, il publie la bande dessinée Grand Rouge, puis « ce récit complet a été, fait rarissime, entièrement repris et redessiné par son auteur » et publié chez Dupuis en 2023.
Il publie également dans le magazine Kramix (Le Lombard).

## Albums
- Darwin tome 1 - Castel- Les Éditions poivre & sel - 2013[4],[2]
- Le Grand Rouge - Manolosanctis - 2011[5],[6]
- Divins Mortels - Le Moule à Gaufre - 2011[7]
- Série (Presque) seul sur Mars, Christophe Lambert et Wouzit, éd. Milan

1. Oups, j'ai raté la fusée !
2. 58 minutes pour survivre

- Le Grand Rouge[3], Dupuis, 2023 Nouvelle version de sa BD du même titre publiée en 2011[3]

### Albums collectifs
- Ma copine est une extraterrestre - Le moule à Gaufre- 2013
- Revoilà Popeye - Onapratut - 2012
- Vivre Dessous - Manolosanctis - 2011
- 13m28 - Manolosanctis - 2010
- Les Nouveaux Pieds Nickelés - Onapratut - 2010[8]
- Le Dico des blogs- Foolstrip - 2009
- Qu'est-ce qu'on mange ? - Onapratut - 2009
- 48 pages de BD : Saison 1.3 - Makaka - 2007

### Albums numériques
- Les Autres Gens- saison 2 episode 20/34/49/103/109/130/140/160/175- 2011/2012

### Autoédition
- La dreamteam- Les tounuz - Septembre 2011 avec Thomas Mathieu, dromadaire bleu, Maadiar et Lilla

## Prix et distinctions
- Prix « Jeune Talent » du Festival de bande dessinée de Perros-Guirec 2009[9]
- Nommé au « Prix Révélation Blog » du Festival international de la bande dessinée d'Angoulême 2008, 2009, 2010[10]
- Prix « Découverte Midi-Pyrénées » du Festival BD de Colomiers 2014 (attribué en décembre 2013)[11],[12]